# Kenneth Pomeranz
Kenneth Pomeranz, né en 1958, est un historien américain. Il est professeur au département d'histoire de l’Université de Chicago, après avoir travaillé à l'Université de Californie à Irvine, aux États-Unis. Il reçut son Ph. D à l'Université Yale en 1988. Ses recherches portent principalement sur la Chine et son système économique. Au début des années 2000, il propose une nouvelle approche de l'Histoire globale dans laquelle il tente d'expliquer par des raisons exogènes l'écart de développement entre l'Europe et le monde asiatique au XIXe siècle. Ces thèses relancent et modifient les termes d'un débat passionné qui agite durant toutes les années 2000 la communauté des historiens.

## Thèses historiques
Dans Une Grande Divergence, Pomeranz établit d’abord la quasi-équivalence, au XVIIIe siècle, entre les niveaux de développement économique et social de l’Angleterre, berceau de l’envolée industrielle européenne, et d’une région chinoise, la basse vallée du Yangzi. Il se fonde sur une comparaison des niveaux de vie, notamment à partir de données sur la consommation. Un chapitre est également consacré à montrer que l'économie de la Chine n'était pas moins libérale et qu'elle correspondait plus que l'Europe au modèle d'Adam Smith. Il explique ensuite les divergences économiques ultérieures par la capacité de l’Angleterre d’exploiter le charbon de son sous-sol et les champs de coton de ses colonies . Son approche donne donc une grande importance aux facteurs écologiques et géographiques pour expliquer le développement économique.

## Prix et récompenses
Kenneth Pomeranz est lauréat de l'édition 2000 du prix John K. Fairbank décerné par la Société américaine d'histoire pour son ouvrage The Great Divergence: Europe, China, and the Making of the Modern World Economy, publié par les presses universitaires de Princeton  (ISBN 0691005435).